# Kathrin Mädler
Kathrin Mädler (Zwickau, 9 de novembro de 1971) é uma farmacologista e diabetologista alemã. Foi de 2014 a 2017 professora da Universidade de Bremen.

## Vida
Kathrin Mädler cresceu na Alemanha Oriental e estudou farmácia na Universidade de Viena, onde obteve a Approbation (licença médica) em 1998. Especializou-se em farmácia clínica e obteve um doutorado em 2003 no Hospital Universitário de Zurique, orientada por Marc Donath, com um trabalho sobre diabetologia experimental. Foi depois professora assistente e diretora de grupo de pesquisa no Larry Hillblom Islet Research Center da Universidade da Califórnia em Los Angeles, dirigido por Peter Butler, um centro de pesquisas sobre diabetes. Desde 2008 é diretora do Laboratorium für Molekulare Diabetologie no Zentrum für Biomolekulare Interaktionen da Universidade de Bremen.

## Condecorações e críticas
Recebeu o Prêmio Paul Ehrlich e Ludwig Darmstaedter para Jovens Investigadores de 2012.
Em 2014 surgiram pela primeira vez críticas sobre algumas publicações científicas de Mädler do período entre  2002 e 2014. Em 9 de dezembro de 2016 a DFG noticiou ter constatado o mau dolo científico e a retirou seu cargo de professora do Programa Heisenberg. Em julho de 2017 foi noticiado que 20 artigos dos anos entre 2001 a 2014 estavam sobre suspeita.